# Ceng Čching-chung
Ceng Čching-chung (čínsky pchin-jinem Zēng Qìnghóng, znaky zjednodušené 曾庆红, tradiční 曾慶紅; * 30. července 1939) je bývalý čínský komunistický politik, původně inženýr v obranném průmyslu působil v letech 1979–1984 v manažerských pozicích v plánovacím sektoru a ropném průmyslu. V letech 1984–1989 pracoval ve vedení šanghajské organizace Komunistické strany Číny, kde navázal těsné vztahy s Ťiang Ce-minem, pozdějším generálním tajemníkem ÚV KS Číny. Jeho blízkým spojencem a důvěrníkem byl po většinu své následující kariéry. Roku 1989 přešel do centrálního stranického aparátu, v němž zastával funkce zástupce vedoucího (1989–1993) a vedoucího (1993–1999) hlavní kanceláře ústředního výboru, vedoucího organizačního oddělení ÚV (1999–2002), kandidáta (1997–2002) a člena politbyra (2002–2007), tajemníka sekretariátu ÚV (1997–2007), člena stálého výboru politbyra (2002–2007) a ředitele ústřední stranické školy (2002–2007). V letech 2003–2008 vykonával úřad viceprezidenta Čínské lidové republiky.

## Život
Ceng Čching-chung se narodil 30. července 1939 v Ťi-anu v provincii Ťiang-si jako nejstarší z pěti dětí Ceng Šana, komunistického revolucionáře a pozdějšího ministra vnitra, a Teng Liou-ťin (邓六金), účastnice Dlouhého pochodu. Vystudoval střední školu v Pekingu a roku 1963 absolvoval katedru automatického řízení na Pekingském technologickém institutu. Do Komunistické strany Číny vstoupil roku 1960. Vzhledem k revoluční minulosti svého otce byl Ceng považován jednoho z takzvaných „korunních princů“, potomků veteránů revoluce.
Ceng Čching-chung strávil počátek své kariéry jako technik v Druhé akademii při Sedmém ministerstvu strojírenství. Během kulturní revoluce byl v letech 1969–1970 poslán na manuální práce na základny lidové osvobozenecké armády v provinciích Chu-nan a Kuang-tung. Poté se vrátil na akademii, později pracoval v obranném průmyslu v Pekingu. Po zahájení reformní éry nastoupil v roce 1979 do Státní plánovací komise, od roku 1981 zastával řadu vedoucích pozic ve státním ropném sektoru, mimo jiné v oddělení zahraničních styků Čínské národní pobřežní ropné společnosti a na ministerstvu ropného průmyslu.
V roce 1984 byl přeložen do Šanghaje do tamního stranického aparátu. Vykonával funkce zástupce vedoucího a vedoucího organizačního oddělení a generálního sekretáře šanghajského městského výboru KS Číny, od roku 1986 byl zástupcem tajemníka šanghajského městského výboru KS Číny. Zde si získal plnou důvěru Ťiang Ce-mina, šanghajského starosty (1985–1988) a tajemníka (1987–1989). Poté, co byl Ťiang Ce-min v červnu 1989 vybrán za generálního tajemníka ÚV KS Číny, v červenci 1989 převedl Ceng Čching-chunga do Pekingu na místo zástupce vedoucího hlavní kanceláře ústředního výboru. Zde se stal Ťiang Ce-minovým nepostradatelným pomocníkem a důvěrníkem. V březnu 1993 převzal vedení hlavní kanceláře ÚV (do března 1999). Na XV. sjezdu KS Číny v září 1997 výrazně upevnil své postavení mezi vůdci strany, když byl zvolen kandidátem politbyra a tajemníkem sekretariátu ÚV KS Číny. V březnu 1999 přešel z hlavní kanceláře ÚV na místo vedoucího organizačního oddělení ÚV (do října 2002), na novém místě řídil – v zájmu Ťiang Ce-mina – personální politiku stranického centra.
Na XVI. sjezdu KS Číny v listopadu 2002 byl zvolen členem politbyra a sekretariátu a zásluhou podpory Ťiang Ce-mina (ale zřejmě i nového generálního tajemníka ÚV Chu Ťin-tchaa) také členem stálého výboru politbyra, v sekretariátu se stal výkonným tajemníkem, to jest sekretariát řídil; vzápětí v prosinci 2002 převzal vedení ústřední stranické školy (do prosince 2007). V březnu 2003 byl zvolen viceprezidentem Čínské lidové republiky.
Roku 2007 při sestavování budoucího vedení strany před XVII. sjezdem KS Číny využil své politické síly, aby zajistil povýšení Si Ťin-pchinga a Čou Jung-kchanga do stálého výboru politbyra. Si, který po Cengovi převzal funkce výkonného tajemníka sekretariátu a viceprezidenta, se později (roku 2012) stal nástupcem Chu Ťin-tchaa na postu nejvyššího čínského představitele. Čou, který byl Cengovým politickým spojencem v rámci takzvané „ropné kliky“, se stal tajemníkem ústřední komise pro politické a právní záležitosti. Na XVII. sjezdu strany v říjnu 2007 již pro vysoký věk nekandidoval na členství v ústředním výboru (a tedy i politbyru a sekretariátu), v prosinci odešel z vedení ústřední stranické školy a v březnu 2008 mu skončilo i funkční období viceprezidenta a odešel do důchodu.